# Refanut I
Denna artikel handlar om timmerflotten Refanut I. För segelyachten, se S/Y Refanut
Refanut I var en svensk virkesflotte som drogs genom Östersjön med hjälp av två stycken ångdrivna bogserbåtar. Flotten hade sin jungfrufärd efter det första världskriget, oktober 1918. Det planerade resmålet var från början England, men efter att flotten strandat i Köpenhamn blev den där uppköpt av byggentreprenören Harald Simonsen.

## Bakgrund
På grund av bristen på byggnadsmaterial runt om i Europa efter första världskriget, var flera länder i behov av stora mängder virke. Eftersom många och stora fraktfartyg hade sänkts under kriget, var det mycket svårt att frakta virke, medan sågverken i Sverige och Finland var fulla av sågat virke. En ingenjör vid namn Bergman från Seskarö utanför Haparanda lät därför konstruera denna flotte.

## Arbetet
Arbetsstyrkan bestod av 80 män från gränsområdet mellan Sverige och Finland. Arbetet påbörjades sommaren 1918 och resultatet blev en 111 meter lång, 15 meter bred och 7 meter djup flotte byggt av knappt 10 000 m³ brädor. 

## Kuriosa
- Namnet Refanut kommer från en sägen om ett sagoskepp.

I Zacharias Topelius bok Adalminas Pärla kan man läsa om den gamle becktröjan Brass-Matte som berättar för några ungdomar den mustiga historien om det förtrollade skeppet Refanut. Han behandlar sanningen och berättarkonsten på det mest fantastiska sätt.
Refanut var så stor att det tog tre veckor att rida i sporrsträck från akter till för. Masterna var så höga att en liten skeppsgosse som skickades till väders för att göra fast märsseglet, var en gammal man när han kom ner.
När Refanut skulle segla genom Öresund fastnade hon, eftersom hon var för stor, och blockerade all trafik. Danska kungen, som var en hängiven snusare, beordrade att fartyget skulle bort. Man försökte med allt men inget bet eftersom kanonerna hade rostat, krutet var blött etc. När inget hjälpte så de beslutade att sova på saken. Under natten kom en liten mask, en lurifax, och söndergnagde hela Refanut på en natt. Skeppen med last av snus kunde nu komma genom Öresund, och det blev stor glädje. 